# Majthiliśaran Gupta
Majthiliśaran Gupta (lub Majthiliśaran Gupt, ur. 3 sierpnia 1886 w Ćirganw (lub w Chirgaonie), zm. 12 grudnia 1964) – indyjski poeta.

## Życiorys
Na początku XX wieku debiutował w czasopismach literackich.Tworzył patriotyczne wiersze i poematy, w których odwoływał się do dawnych indyjskich tradycji, chcąc wzmocnić w Indusach wiarę we własne dziedzictwo i zachęcić do walki o lepszą przyszłość; wiersze te przyniosły mu miano narodowego wieszcza. W 1932 napisał swoje główne dzieło, poemat Saket oparty na eposie Ramajana, napisany m.in. pod wpływem poglądów Gandhiego. Napisał ponad 40 utworów, w większości poematów i zbiorów wierszy, m.in.: Bharat-bharati (Głos Indii, 1914), Dźajadrath wadh (Zabicie Dźajadratha, 1910), Pańćawati (1925), Jaśodhara (1933) i Wisznuprija (1957). Poza tym napisał dwa dramaty i przetłumaczył na język hindi dzieła sanskryckie i bengalskie. Opowiadał się za niepodległością Indii, choć nie należał do żadnej partii politycznej. W 1941 został aresztowany i na pewien czas uwięziony przez Brytyjczyków. W 1952 został wybrany do Izby Stanów indyjskiego parlamentu; pozostał parlamentarzystą do końca życia. W 1954 został odznaczony Orderem Padma Bhushan, najwyższym indyjskim odznaczeniem państwowym.